# Ulla Flegel
 Ulla Flegel, född 22 oktober 1939, är en friidrottare från Österrike. Hon deltog vid olympiska sommarspelen 1960 och olympiska sommarspelen 1964.